# Красногорське сільське поселення (Красногорський район)
Красного́рське сільське поселення — муніципальне утворення в складі Красногорського району Удмуртії, Росія. Адміністративний центр — село Красногорське.
Населення — 4370 осіб (2015; 4564 в 2012, 4694 в 2010).
До складу поселення входять такі населені пункти:
| Населений пункт       | Населення, осіб (2010) | Населення, осіб (2012) |
| --------------------- | ---------------------- | ---------------------- |
| Багир, присілок       | 222                    | 213                    |
| Касаткіно, присілок   | 6                      | 6                      |
| Котомка, присілок     | 14                     | 13                     |
| Красногорське, село   | 4425                   | 4302                   |
| Ново-Кичино, присілок | 27                     | 30                     |